# Bryan Grant
Bryan Morel "Bitsy" Grant Jr. (Atlanta, 25 dicembre 1910 – Atlanta, 5 giugno 1986) è stato un tennista statunitense.
Ha vinto diversi titoli nel circuito maggiore degli amatori e i suoi migliori risultati nelle prove del Grande Slam sono state le semifinali raggiunte  nel 1935 e 1936 agli U.S. National Championships, gli odierni US Open. Ha fatto parte della squadra statunitense che nel 1937 vinse l'International Lawn Tennis Challenge, il vecchio nome della Coppa Davis. Nel 1937 ha raggiunto il 6º posto della classifica mondiale.
Alto 1 metro e 63, fu il più basso tennista statunitense a vincere un titolo del circuito internazionale. Giocatore prevalentemente difensivo, le sue grandi doti atletiche e la buona coordinazione gli consentirono di sopperire ai propri limiti rispondendo colpo su colpo con eccezionali recuperi e di sconfiggere i migliori giocatori di quel tempo, guadagnandosi il nomignolo Itsty Bitsy the Giant Killer, il minuscolo ammazza giganti. Nel 1972 fu inserito nella International Tennis Hall of Fame.

## Carriera
Nato in una famiglia di tennisti, con il padre campione di doppio nei tornei del Sud degli Stati Uniti e il fratello capitano della squadra del Georgia Institute of Technology, Grant impara a giocare a tennis con la madre e si mette in luce a sedici anni vincendo il torneo Southern Championship. Cresce sui campi in terra battuta e anche quando giocherà nel circuito maggiore sarà difficile batterlo su questa superficie. In seguito studia all'Università della Carolina del Nord a Chapel Hill e gioca a tennis fino alla laurea nel 1933 nei campionati dei College con la squadra dell'ateneo, vincendo nel 1931 la Southern Conference e quello stesso anno viene inserito tra gli All American.
Prende parte anche ai tornei internazionali e nel 1930 vince il trofeo più prestigioso da inizio carriera trionfando agli U.S. Men's Clay Court Championships – uno dei tornei del circuito maggiore su terra battuta più importanti degli Stati Uniti – battendo in finale Wilbur F. Coen Jr. Negli anni successivi sarà uno dei dominatori del torneo vincendo altri due titoli nel 1934 e 1935 e arrivando altre due volte in finale. Sempre nel 1930 entra per la prima volta tra i top 10 tennisti statunitensi e fa il suo esordio sull'erba degli U.S. National Championships – gli odierni US Open – raggiungendo il terzo turno. L'anno successivo si spinge fino al quarto turno e viene eliminato dal campione uscente John Doeg, mentre consegue la vittoria più prestigiosa da inizio carriera agli U.S. National Championships 1933 superando la testa di serie nº 1 Ellsworth Vines, successo con cui approda ai quarti di finale. Quell'anno si aggiudica il titolo al prestigioso torneo di Cincinnati in singolare, battendo in finale un giovanissimo Frank Parker, e in doppio.
Nel luglio 1934 vince in finale agli U.S. Men's Clay Court Championships il primo incontro giocato in carriera contro il diciannovenne Don Budge, che si prende la rivincita e lo elimina al terzo turno degli U.S. National Championships 1934. Nel 1935 si conferma campione agli U.S. Men's Clay Court Championships battendo di nuovo Parker. Nei quarti di finale dell'U.S. National Championships 1935 sconfigge a sorpresa Budge, giunto ai vertici mondiali e testa di serie nº 2; accede così per la prima volta alle semifinali e viene sconfitto da Sidney Wood dopo un incontro equilibrato. Il soprannome "minuscolo ammazza giganti" gli viene dato dopo aver sconfitto Vine nel 1933 e Budge nel 1935. Sempre nel 1935 vince 8 degli 11 tornei a cui partecipa sulla terra battuta, tra i quali i Bermuda Championships, e debutta nell'International Lawn Tennis Challenge (l'odierna Coppa Davis) vincendo i 4 incontri disputati nella fase preliminare, anche se non viene impiegato nelle fasi finali del torneo.
Nell'aprile 1936 torna a giocare nei preliminari dell'International Lawn Tennis Challenge e vince entrambi i singolari. Subito dopo consegue un'altra prestigiosa vittoria su Badge nella finale del Mason & Dixon Tournament dopo aver perso i primi due set. A giugno fa la sua prima apparizione al torneo di Wimbledon, raggiunge i quarti di finale e viene sconfitto in 4 set dopo aver vinto il primo contro il grande Fred Perry, testa di serie nº 1 che si aggiudicherà il titolo. Torna a disputare la semifinale agli U.S. National Championships e perde di nuovo in 4 set da Perry. A fine torneo Grant viene inserito all'8º posto nel ranking mondiale stilato dall'esperto giornalista A. Wallis Myers di The Daily Telegraph.
Nell'aprile 1937 ottiene una significativa vittoria battendo Wilmer Allison in finale al River Oaks International Tournament. A maggio si impone in entrambi i singolari nella finale di zona vinta 5-0 contro l'Australia nell'International Lawn Tennis Challenge. Alla sua seconda e ultima partecipazione a Wimbledon esce di nuovo nei quarti di finale, sconfitto da Bunny Austin, e perde i due singolari nello spareggio vinto 3-2 con la Germania nell'International Lawn Tennis Challenge. Non verrà impiegato nella finale che vedrà gli americani sconfiggere i britannici e riportare il trofeo negli Stati Uniti dopo 10 anni. Le due sconfitte subite contro i tedeschi saranno le uniche subite in tre anni nel torneo, a fronte di otto vittorie, e gli ultimi incontri in carriera disputati nella competizione. Nei quarti di finale degli U.S. National Championships perde al quinto set contro la testa di serie nº 1 Gottfried Von Cramm. Quell'anno raggiunge il 6º posto nella classifica mondiale, miglior ranking in carriera.
Esce nei quarti di finale anche agli U.S. National Championships 1938, raccogliendo solo sette giochi contro Sidney Wood. Nel 1939 si mette in luce a gennaio con una spettacolare vittoria su Bobby Riggs al Miami Biltmore Tournament. A luglio vince per la seconda volta sia il singolare, battendo Frank Parker, che il doppio al torneo di Cincinnati, e a settembre non va oltre il quarto turno agli U.S. National Championships. Nello Slam newyorkese raggiunge il quarto turno anche nel 1940 e disputa per l'ultima volta i quarti di finale nel 1941, la nona e ultima stagione in cui compare tra i top 10 tennisti statunitensi.
Arruolato nell'esercito nella seconda guerra mondiale, prende parte agli aspri combattimenti che si svolgono sul fronte delle isole del Pacifico vicino alla Nuova Guinea, e in questo periodo compare nel tabellone del 1943 dello Slam statunitense. Vi fa ritorno nel 1946 e si spinge fino al terzo turno, mentre l'anno successivo viene eliminato al turno di esordio alla sua ultima partecipazione. Continua a giocare in età avanzata, nel gennaio 1950 perde la finale in singolare nel torneo internazionale Dixie Championships di Tampa e a dicembre compare ancora al primo posto nelle graduatorie di doppio della Southern Lawn Tennis Association, branca dell'Associazione tennistica statunitense (USTA) che comprende gli Stati meridionali del Paese.

## Dopo la carriera e riconoscimenti
Dopo il ritiro dai tornei amatoriali, continua a giocare a tennis con successo nei tornei senior riservati ai veterani. Vince diversi titoli nazionali senior su diverse superfici, sull'erba si laurea campione tra gli Over-45 nel 1956 e 1957, tra gli Over-55 nel 1965, 1966, 1967 e 1968; nei tornei indoor Over-55 nel 1966, sulla terra battuta tra gli Over-45 nel 1959, 1960, 1961 e 1963, tra gli Over-55 nel 1965, 1966, 1967, 1968 e 1969 e tra gli Over-55 nel 1976 e 1977; sul cemento vince solo un titolo Over-65 nel 1976.
Negli anni 1950, la municipalità della sua città natale Atlanta ha intitolato con il suo nome il nuovo "Bitsy Grant Tennis Center", un impianto pubblico con tredici tra i migliori campi in terra battuta del Paese, sui quali Grant ha giocato fino agli ultimi anni di vita. Nel 1965 viene premiato con l'inserimento nella Georgia Sports Hall of Fame e nel 1972 diventa membro della prestigiosa International Tennis Hall of Fame di Newport (Rhode Island). Muore di cancro ad Atlanta nel 1986, lasciando la moglie Marie Cleveland e i figli Mary e Bryan III.